# بيتر غروس (كاتب)
بيتر غروس (بالإنجليزية: Peter Gross)‏ هو فنان قصص مصورة وكاتب أمريكي، ولد في 1958 في سانت كلاود في الولايات المتحدة.

## وصلات خارجية
- الموقع الرسمي
- بيتر غروس على موقع IMDb (الإنجليزية)